# 애아취별상태다
《애아취별상태다》(중국어 간체자: 爱我就别想太多, 정체자: 愛我就別想太多, 병음: Ài wǒ jiù bié xiǎng tài duō 아이워주볘샹타이둬[*], 영어: Don't think twice, Love's all right 돈트 지크 트와이스 러브스 올 라이트[*])는 2020년 방송되었던 중국의 드라마이다.

## 소개
- 그룹회장 이홍해와 의류디자이너 하가가, 두 사람이 우연히 만나면서 벌어지는 울 수도 웃을 수도 없는 이야기.

## 등장 인물
- 리이퉁 - 하가가 역
- 진건빈 (陈建斌) - 이홍해 역
- 반월명 (潘粵明) - 막형 역
- 장주 (张姝) - 양여아 역
- 조연연 (曹然然) - 포국강 역
- 공승금 (孔宋今) - 심문문 역
- 허문엄 (许文广) - 하대성 역
- 로양 (卢洋) - 페이홍 역
- 기저 (纪宁) - 웅위 역
- 양청 (杨青) - 양모 역
- 주철 (朱铁) - 조문파 역
- 조수전 (赵淑珍) - 멍화이 역
- 왕자유 (王子瑜) - 예소려 역
- 료효금 (Audrey Liao) - 우묘 역